# Мілка Бабович
Мілена «Мілка» Бабович (хорв. Milka Babović; рід. 27 жовтня 1928 — 26 грудня 2020) — хорватська спортсменка (спринт і біг з бар'єрами) і журналістка. Переможниця численних змагань зі спринту в Югославії. Пізніше зробила кар'єру спортивної журналістки й редакторки на телебаченні.

## Біографія
Народилася в Скоп'є, зросла в Сараєві, потім переїхала до Рума і Белграда, де навчалася в школі. Закінчила педагогічний факультет Загребського університету Почала займатися спортом у Румі, вступила в спортивне товариство «Младост» у Загребі й почала брати участь у змаганнях зі спринту. 
Починаючи з 1953 року, вигравала чемпіонати Югославії з бігу на 100 м (один раз), бігу на 80 м із бар'єрами (сім разів), естафеті 4 × 100 м (сім разів) та естафеті 4 × 200 м (двічі). Встановила кілька югославських рекордів у спринті й двічі здобула перемогу на міжнародних студентських змаганнях на дистанції 80 м з бар'єрами в 1953 і 1957 роках, а на Чемпіонаті Європи 1954 року посіла п'яте місце. У голосуванні газети «Sportske novosti» Бабович тричі була визнана найкращою спортсменкою Хорватії і двічі — найкращою спортсменкою Югославії.
Працювала спортивною журналісткою в газеті «Narodni sport» з 1949 року, у 1957 році влаштувалася на Загребське телебачення, де стала першою спортивною редакторкою. Пропрацювала на посаді, за винятком чотирирічної перерви, до 1975 року. Кілька разів була головою секції спортивної журналістики в Хорватській асоціації журналістів, була членом Югославського олімпійського комітету (два мандати) і виконкому Загребської міської ради (один мандат).
Мілка Бабович була нагороджена Асоціацією журналістів у 1974 році, від міста Загреб в 1977 році, а в 1979 році нагороджена югославським орденом Братерства і єдності зі срібним вінком.
Померла 26 грудня 2020 року у віці 92 років від ускладнень, спричинених коронавірусною інфекцією.